# Acuponana fera
Acuponana fera är en insektsart som beskrevs av Delong och Freytag 1970. Acuponana fera ingår i släktet Acuponana och familjen dvärgstritar. Inga underarter finns listade i Catalogue of Life.